# Alt-Otzenrath

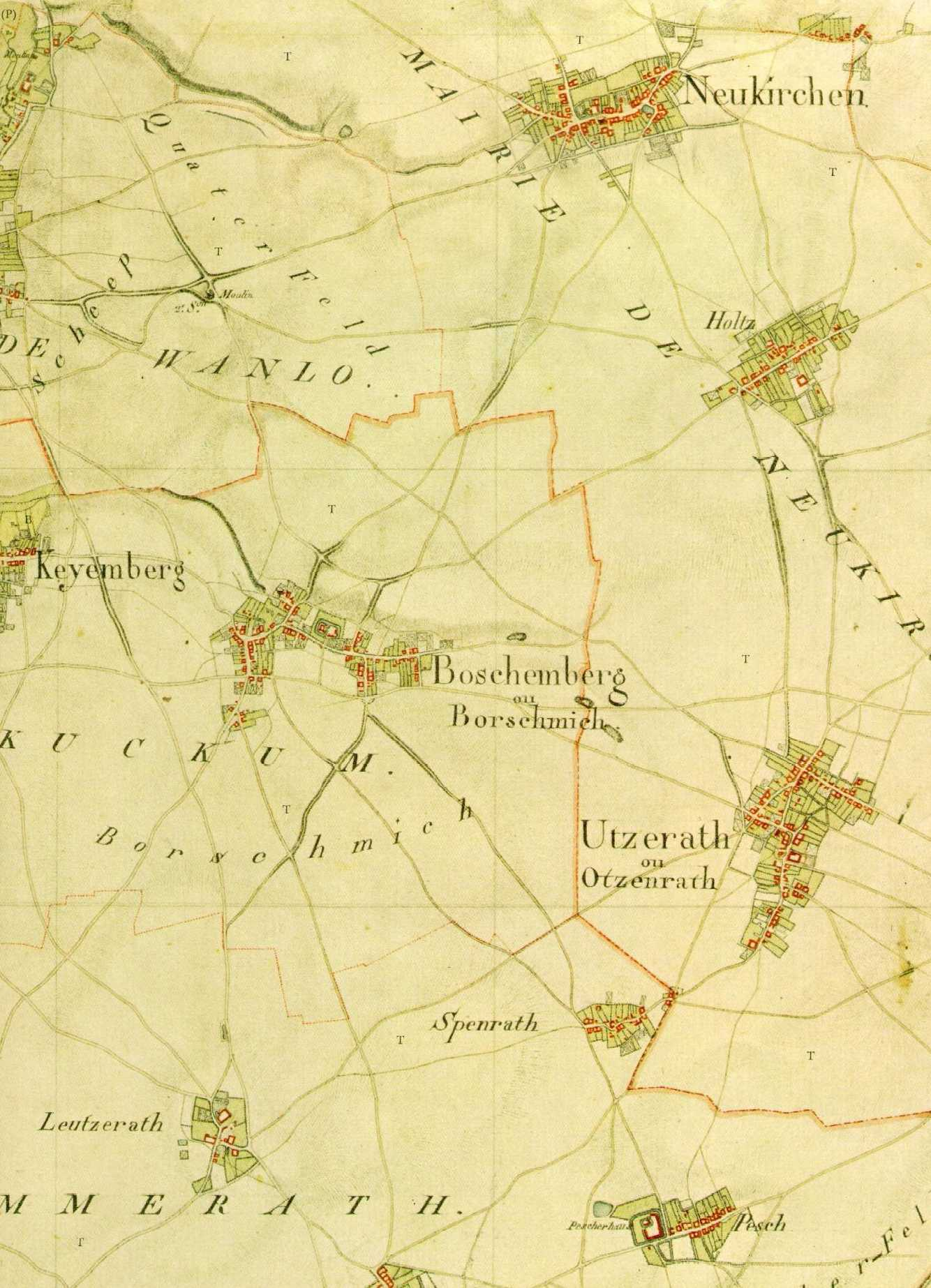
Otzenrath und Nachbarorte auf der Tranchotkarte um 1806

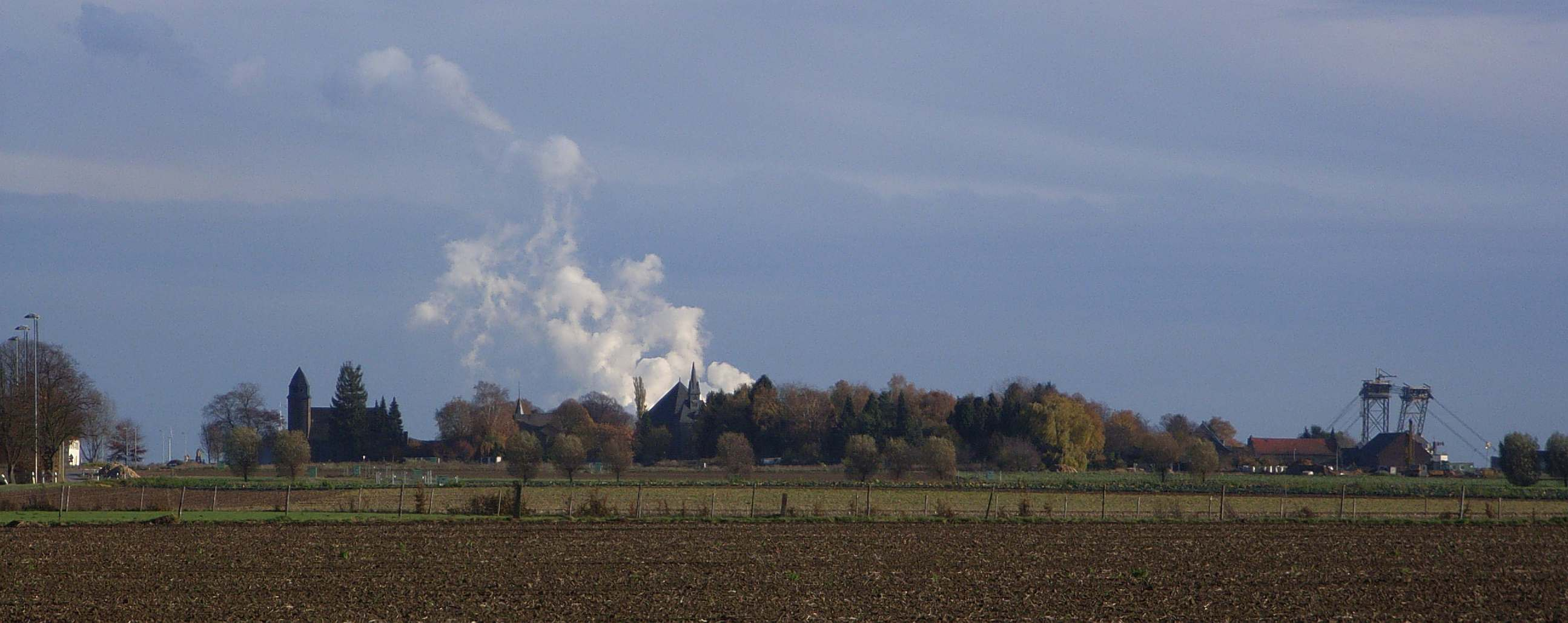
Blick auf Alt-Otzenrath mit Abraumbagger am Dorfrand im November 2006

Otzenrath war ein Ortsteil der damaligen Gemeinde Jüchen im Rhein-Kreis Neuss in Nordrhein-Westfalen. Otzenrath musste dem Tagebau Garzweiler der RWE Power weichen und wurde mit dem benachbarten Dorf Spenrath gemeinsam nach (Neu)-Otzenrath bzw. (Neu)-Spenrath umgesiedelt. Während der Umsiedlung und wenn aus dem Kontext nicht klar wird, ob der alte oder neue Ort gemeint ist, wird von Alt-Otzenrath gesprochen.

## Geographie

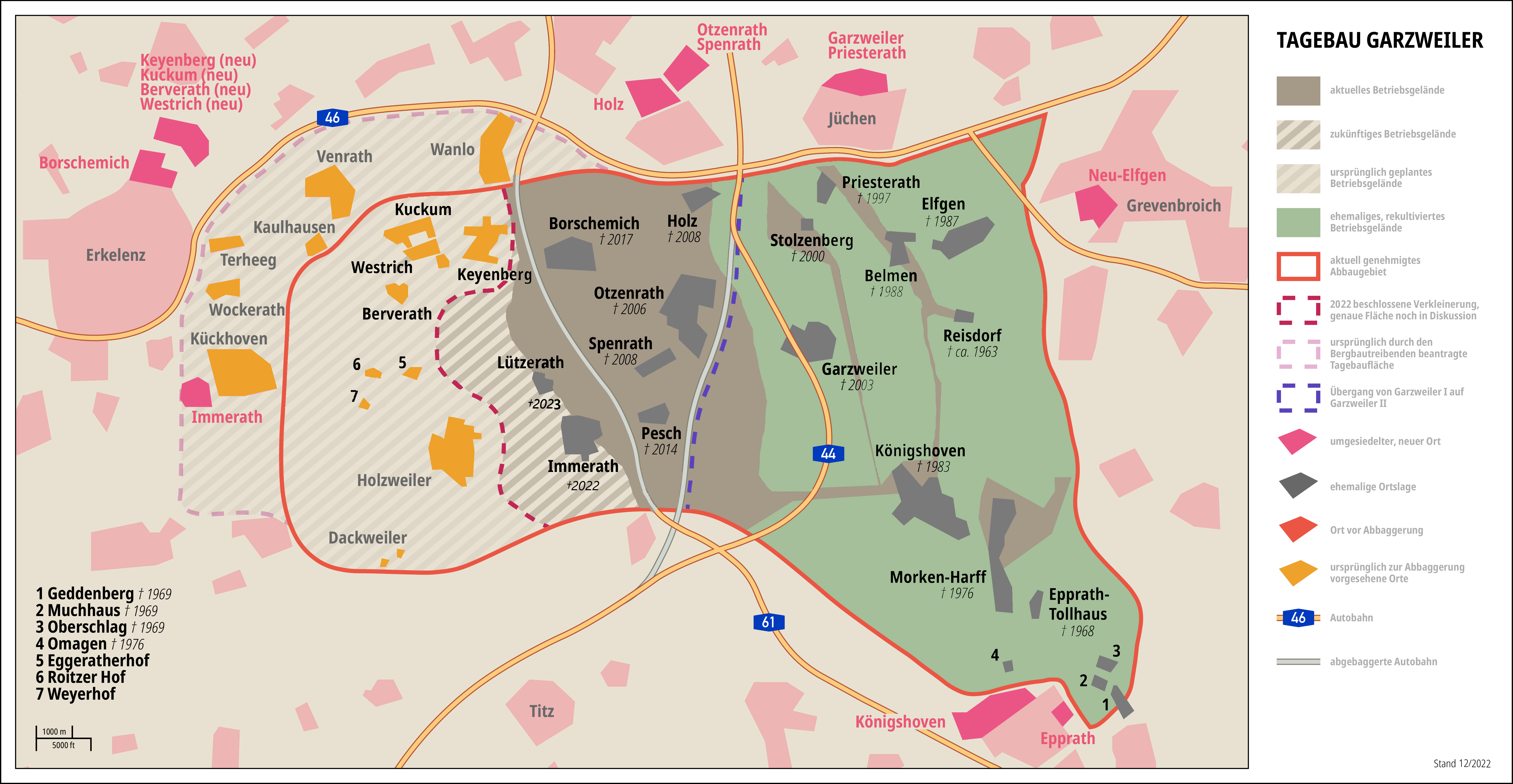
Geplantes Abbaugebiet Garzweiler II

Alt-Otzenrath grenzte im Norden an Alt-Holz, im Osten an Alt-Garzweiler, im Süden an die Dörfer Alt-Spenrath und Pesch sowie im Westen an Borschemich. Alle Nachbarorte von Alt-Otzenrath befanden sich ebenfalls im Abbaugebiet des Tagebau Garzweiler und wurden somit ebenfalls umgesiedelt und abgerissen.

Die Köhm floss aus Richtung Alt-Garzweiler nördlich am Rand von Alt-Otzenrath vorbei in Richtung Borschemich zur späteren Mündung in die Niers.

## Geschichte
Unter dem Namen „Osrotha“ wurde das Dorf erstmals im 11. Jahrhundert urkundlich erwähnt. Politisch gehörte Otzenrath seit dem Mittelalter zum Amt Grevenbroich im Herzogtum Jülich.
Gegen Ende des Dreißigjährigen Krieges fielen 1642 hessische Truppen ein und brannten 16 Häuser nieder. Nach dem Krieg wohnten in Otzenrath noch 54 Familien.
1794 wurde der Ort von französischen Revolutionstruppen besetzt. Otzenrath kam an die Mairie Neukirch im Kanton Odenkirchen im Arrondissement de Crévelt im Département de la Roer.
1815 kam Otzenrath an das Königreich Preußen und ein Jahr später an den Kreis Grevenbroich und an die Bürgermeisterei Neukirchen, die 1873 in Bürgermeisterei Hochneukirchen umbenannt wurden. 1929 kam der Ort an den Kreis Grevenbroich-Neuß. Seit dem 1. Januar 1975 ist Otzenrath ein Teil der Stadt Jüchen.

### Industrialisierung

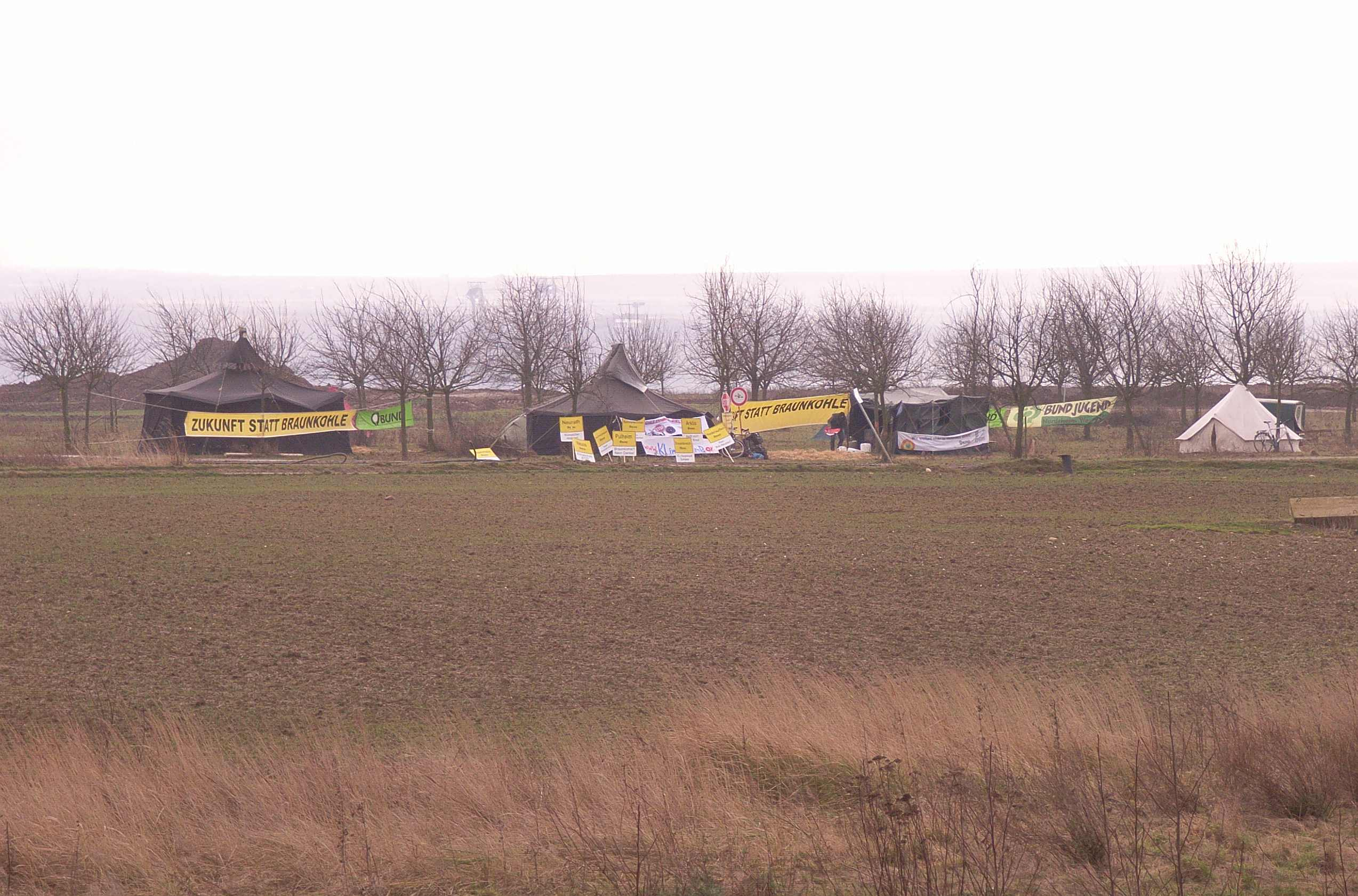
Vom BUND besetzte Otzenrather Obstwiese

Im Unterschied zu den benachbarten Dörfern war das alte Otzenrath industriell geprägt. Dazu trug der Anschluss an das Netz der Bergisch-Märkischen Eisenbahn-Gesellschaft bei, die am 1. Oktober 1873 die Strecke Hochneukirch-Jülich (Talbahnlinie) eröffnete. Otzenrath erhielt nun einen eigenen Bahnhof. Die 1882 verstaatlichte Strecke war bis zur Stilllegung am 1. Juni 1980 in Betrieb.
1876 wurde die „Mechanische Kleiderfabrik, Weberei und Zwirnerei Bausch“ gegründet, für die Otzenrath bis zum Zweiten Weltkrieg bekannt war. 1885 beschäftigte sie bereits 125 Arbeiter. Eine weitere Kleiderfabrik gründete Gerhard Dürselen im Jahr 1892. Hier arbeiteten 1968 450 Arbeiter. Um 1900 siedelte sich die Textilfirma Schniewind im Ort an und beschäftigte 1912 181 Arbeitskräfte.

### Protest und Umsiedlung
Seit den 1980er Jahren musste sich die Gemeinde mit den Umsiedlungsplänen des Tagebaubetreibers Rheinbraun auseinandersetzen und protestierte u. a. mit Lichterketten in den Jahren 1985 und 1987. Eine Bürgerbefragung befürwortete 1995 eine Klage der Gemeinde Jüchen vor dem Verfassungsgerichtshof Münster, die aber abgewiesen wurde. Im Jahr 2000 begann die Umsiedlung der meisten Bewohner (etwa 80 Prozent) an den neuen Standort, die bis 2007 abgeschlossen wurde. Widerstand gegen den Tagebau demonstrierte zu Beginn des Jahres 2008 noch der BUND, der am nördlichen Ortsausgang am Grubenrand eine eigene Obstwiese bis zur Zwangsräumung besetzt hielt. Im November 2008 waren alle Straßen im ehemaligen Ortsgebiet zurückgebaut, als letztes Gebäude war die Grundschule abgerissen worden. Zuletzt war nur noch der Sportplatz von Otzenrath an der westlichen Jahnstraße nach Borschemich erhalten und diente als Materiallager. Seit Ende 2011 besteht dieser auch nicht mehr und mittlerweile wurde die Ortslage Otzenrath komplett durch den Tagebau Garzweiler abgebaggert.

## Religion

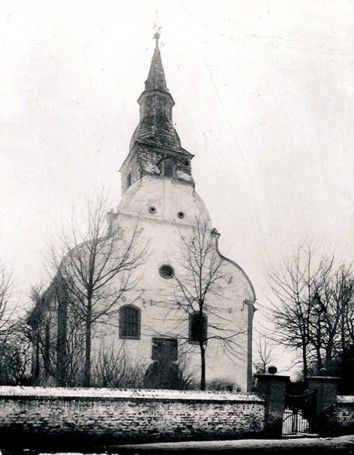
Alte evangelische Barockkirche von 1706

Der Ort lag in der evangelischen Kirchengemeinde Otzenrath-Hochneukirch.
Anders als in den Dörfern Borschemich und Keyenberg hatte die Reformation in Otzenrath schon vor 1550 Fuß gefasst, wurde aber in der Zeit der Gegenreformation wieder eingeschränkt. Religionsfreiheit wurde erst nach dem Tod des Herzogs Johann Wilhelm gewährt. 1676 erhielt die Gemeinde schließlich den ersten reformierten Pastor. 1661 nutzte die evangelische Gemeinde eine Scheune als Gotteshaus, das 1706 durch einen barocken Neubau ersetzt wurde. Nach 1900 wurde dieser denkmalgeschützte Bau allerdings abgerissen, obwohl das Düsseldorfer Konsistorium den Abriss untersagt hatte. 1910 entstand die Jugendstilkirche, die bis zum Abriss des Ortes bestand.
1870 wurde die architektonisch eigenwillige katholische Pfarrkirche St. Simon und Judas Thaddäus nach Plänen von Hugo Schneider fertiggestellt.
Seit dem frühen 19. Jahrhundert lebten auch jüdische Familien in Otzenrath. 1832 wurden 23 und 1905 17 jüdische Otzenrather gezählt. Sie besuchten die Synagoge im benachbarten Garzweiler. Nur eine Überlebende des Holocaust kehrte in das Dorf zurück.

## Bevölkerungsentwicklung
Mit der Industrialisierung stiegen auch die Einwohnerzahlen Otzenraths seit dem späten 19. Jahrhundert deutlich an:

## Bauwerke

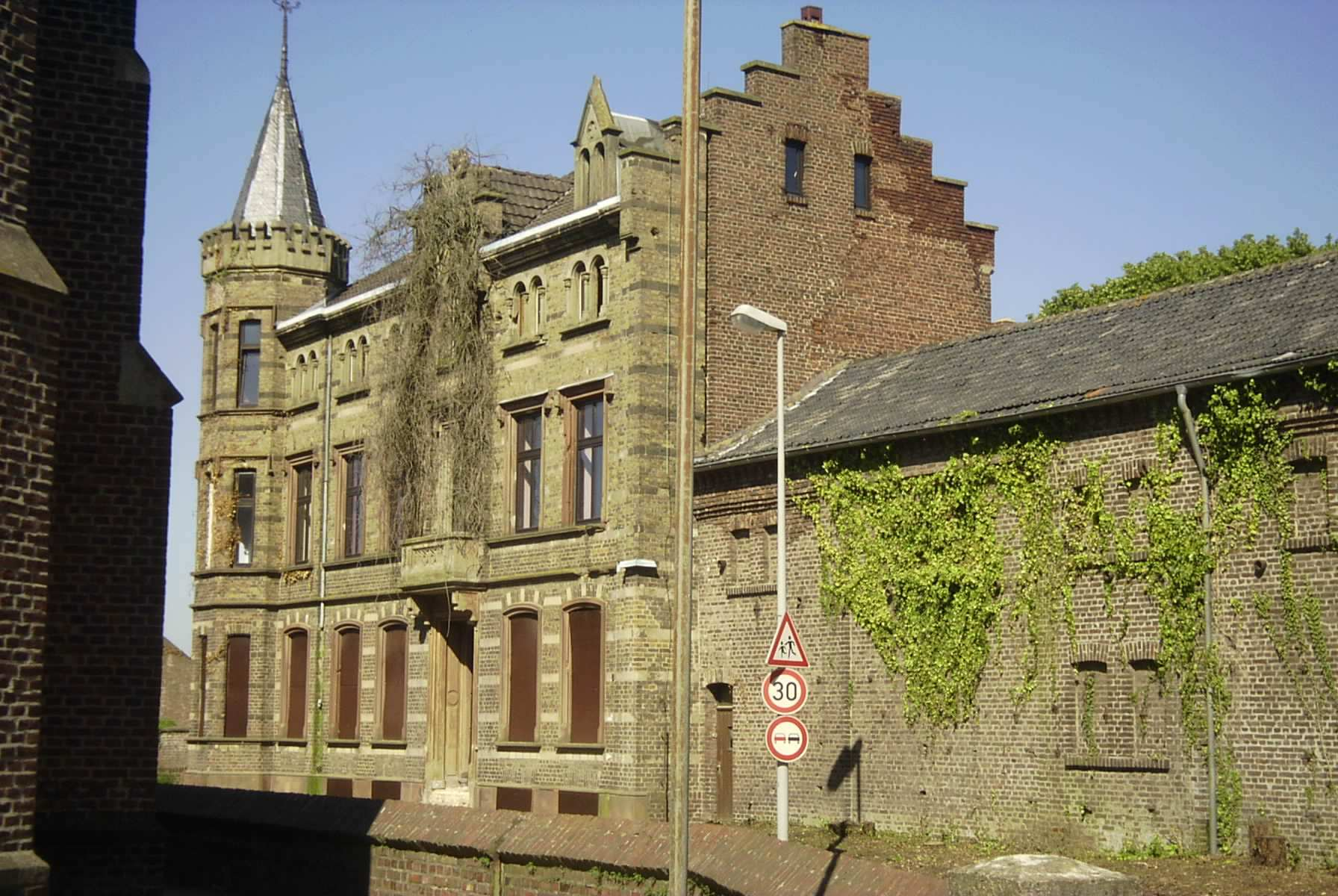
Rittergut Leuffen

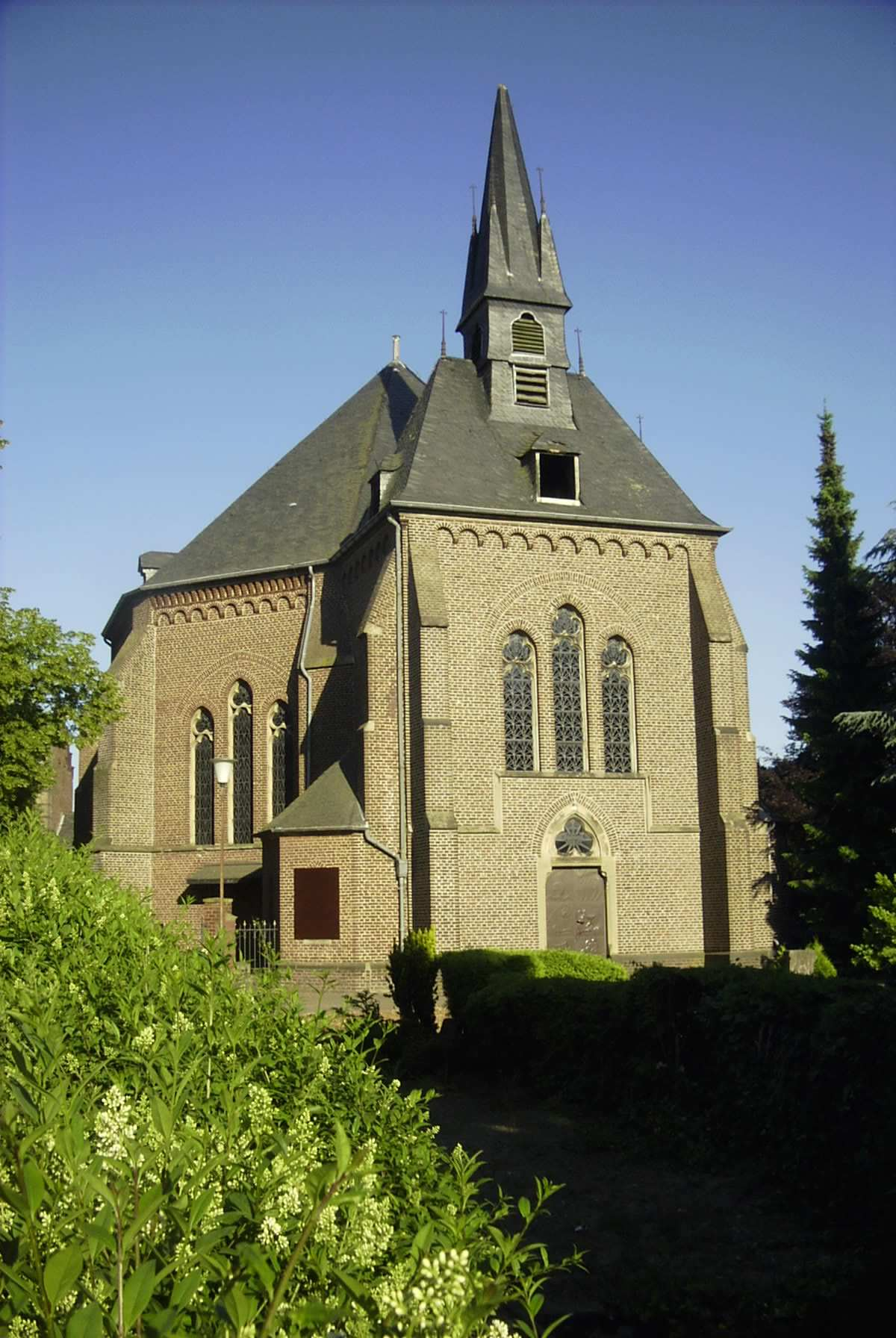
Katholische Pfarrkirche mit Oktagon und Westwerk

Im alten Ort befanden sich folgende Bauwerke:
- Die Evangelische Kirche wurde als Ersatz für einen barocken Vorgängerbau 1910 errichtet.
- Die Katholische Pfarrkirche St. Simon und Judas Thaddäus war ein in Deutschland einzigartiges Bauwerk und bestand aus einem oktogonalen Kirchenschiff, in dem das Gewölbe nur von einer einzigen Säule aus Granit getragen wurde. Der Altarraum schloss sich östlich an das Oktagon an. Diese Baukörpergliederung war dem Aachener Dom nachempfunden. Am 18. Juni 2006 wurde in der Kirche der letzte Gottesdienst vor dem Abriss gehalten. Am 9. März 2007 folgte der Abriss des Gebäudes bis auf die Granitsäule. Diese wird in den Umsiedlungsstandort transportiert und neu aufgestellt. Weiterhin wurden einige Kirchenbänke und der Altar in die neue errichtete Kapelle in Neu-Otzenrath übernommen.
- Das Rittergut Leuffen war eines der ältesten Anwesen in Otzenrath mit Ursprung im 13. Jahrhundert. Der Hof war einst Kapitelshof des Klosters Maria im Kapitol in Köln. Nach der Säkularisation der Klöster während der napoleonischen Besetzung Anfang des 19. Jahrhunderts wurde der Hof von der Familie Leuffen erworben. Ab 1871 durfte sich der Hof „Rittergut“ nennen. Nach einem Brand wurde an der Straße das zuletzt sichtbare „Schlösschen“ wie auch Teile der dazugehörigen Hofanlagen neu erbaut. Im Mai 2006 fanden im Innenhof und im Park des Gutes umfangreiche Grabungen des Rheinischen Amtes für Bodendenkmalpflege statt. Hierbei wurden u. a. frühere Hofanlagen freigelegt. Besonders unter der Scheune werden noch die Reste einer Burganlage aus dem 13. Jahrhundert vermutet. Das Rittergut Leuffen wurde am 26. Februar 2007 abgerissen.
- Der Neuwerkerhof (Hofstraße 79) wurde im 12. Jahrhundert als Kapitelshof des Klosters Neuwerk (Mönchengladbach) erstmals erwähnt. Der große fränkische Vierkanthof wurde anfangs von einem Klosterhalfen bewirtschaftet. Der Hof brannte im 17. Jahrhundert nieder, wurde wiederaufgebaut und brannte erneut ab. Das später  im Rahmen einer THW-Übung jedoch stark in Mitleidenschaft gezogene, Wohnhaus wurde 1778 errichtet, die übrigen Hofanlagen stammen teilweise aus den 1950er-Jahren.

## Veranstaltungen
- Klompenkirmes

## Vereine
- Dorfgemeinschaft Otzenrath/Spenrath
- Kolpingsfamilie Otzenrath
- VfL 1909 eV Otzenrath
- Spielverein 1909 Otzenrath e. V.
- Pfadfinder DPSG Stamm Otzenrath

## Bilder

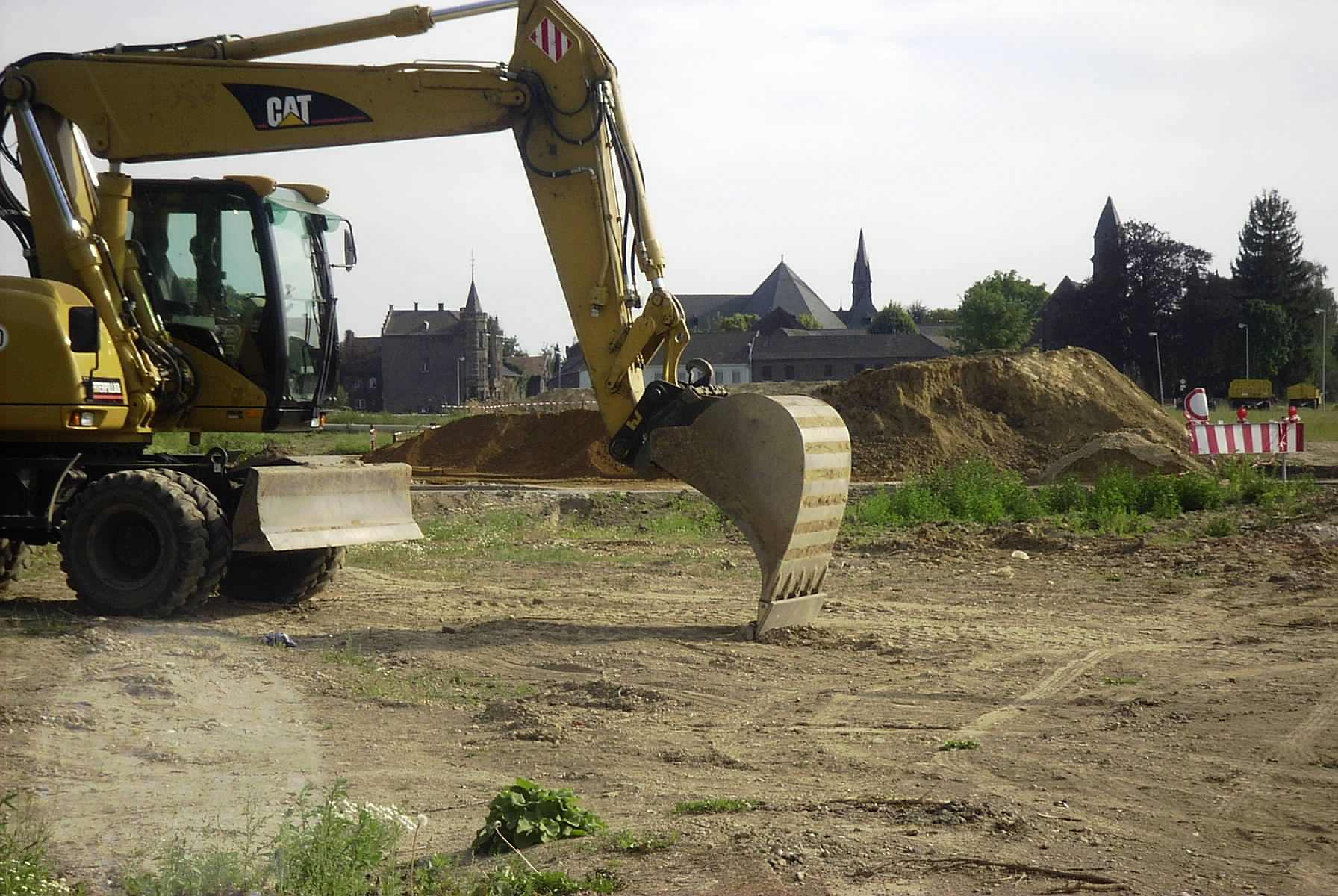
Abriss und Einebnung von Otzenrath, 2006
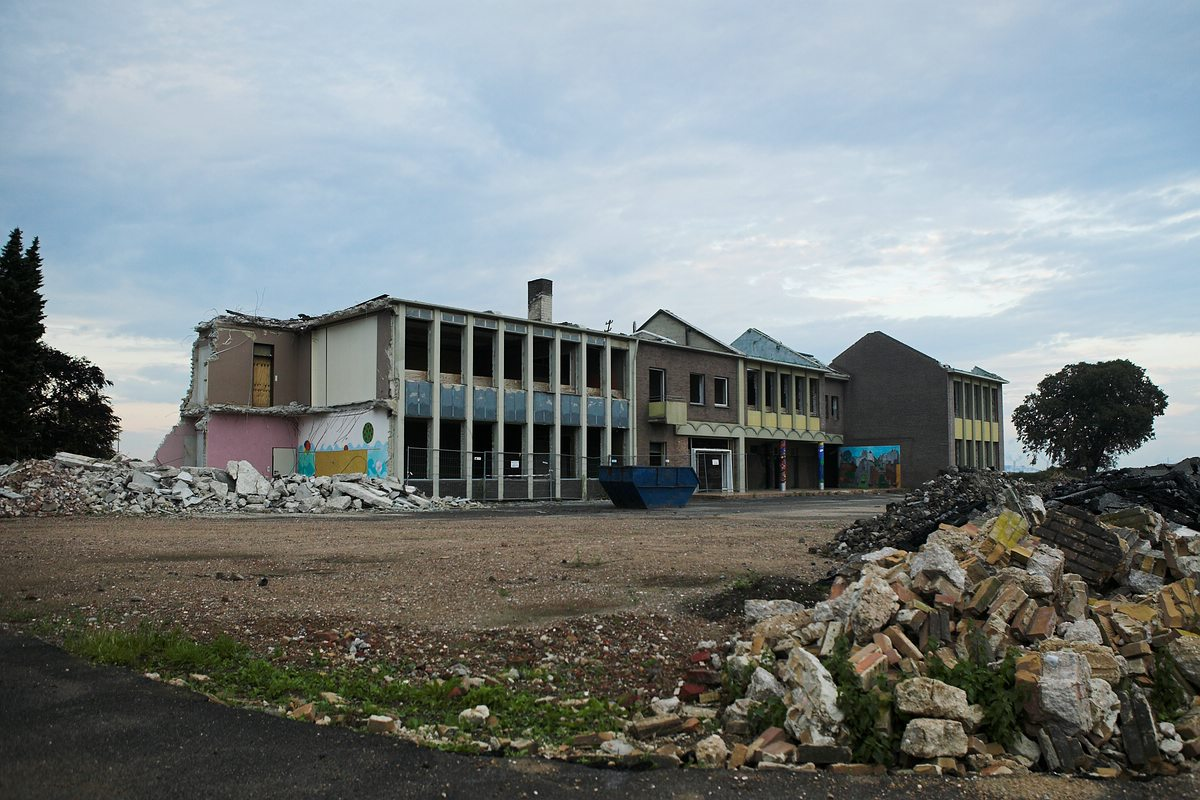
Die Schule steht noch als letztes Gebäude, Juli 2007
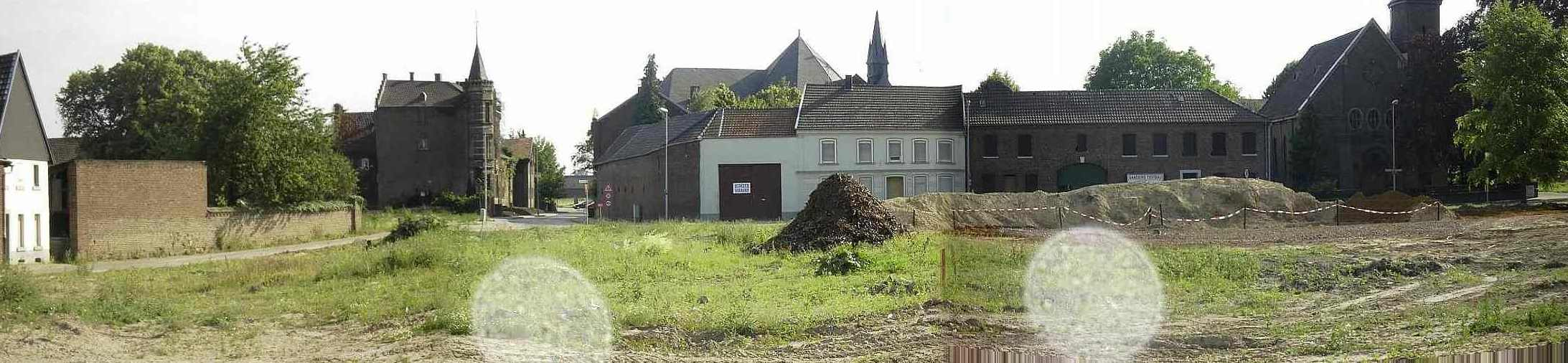
Marktstraße Otzenrath, Juni 2006
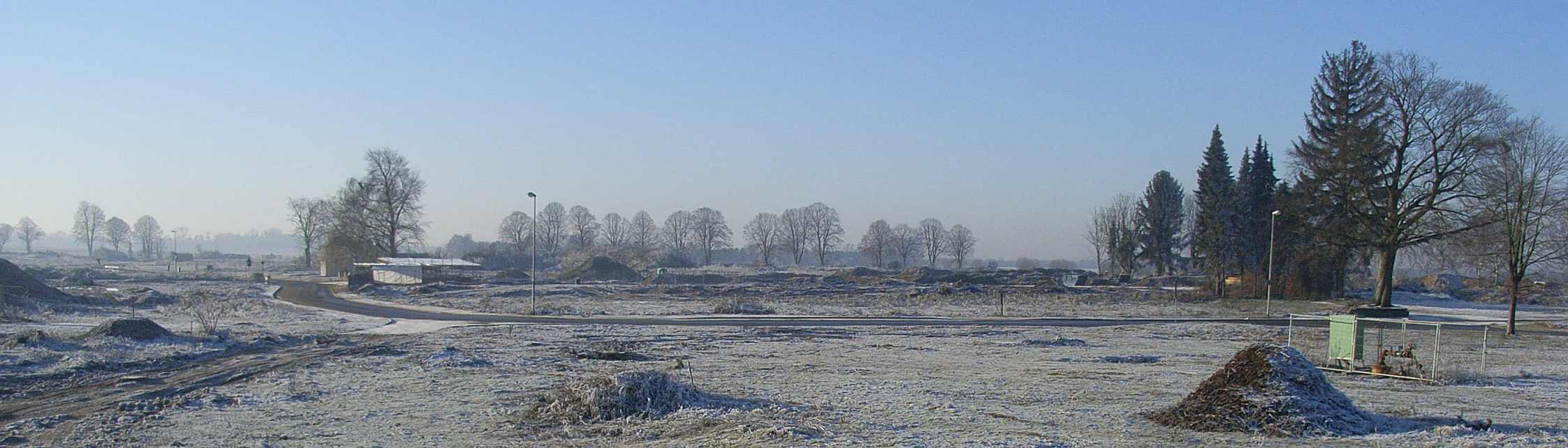
Marktstraße Otzenrath mit verbliebenen Straßenlampen, Dezember 2007
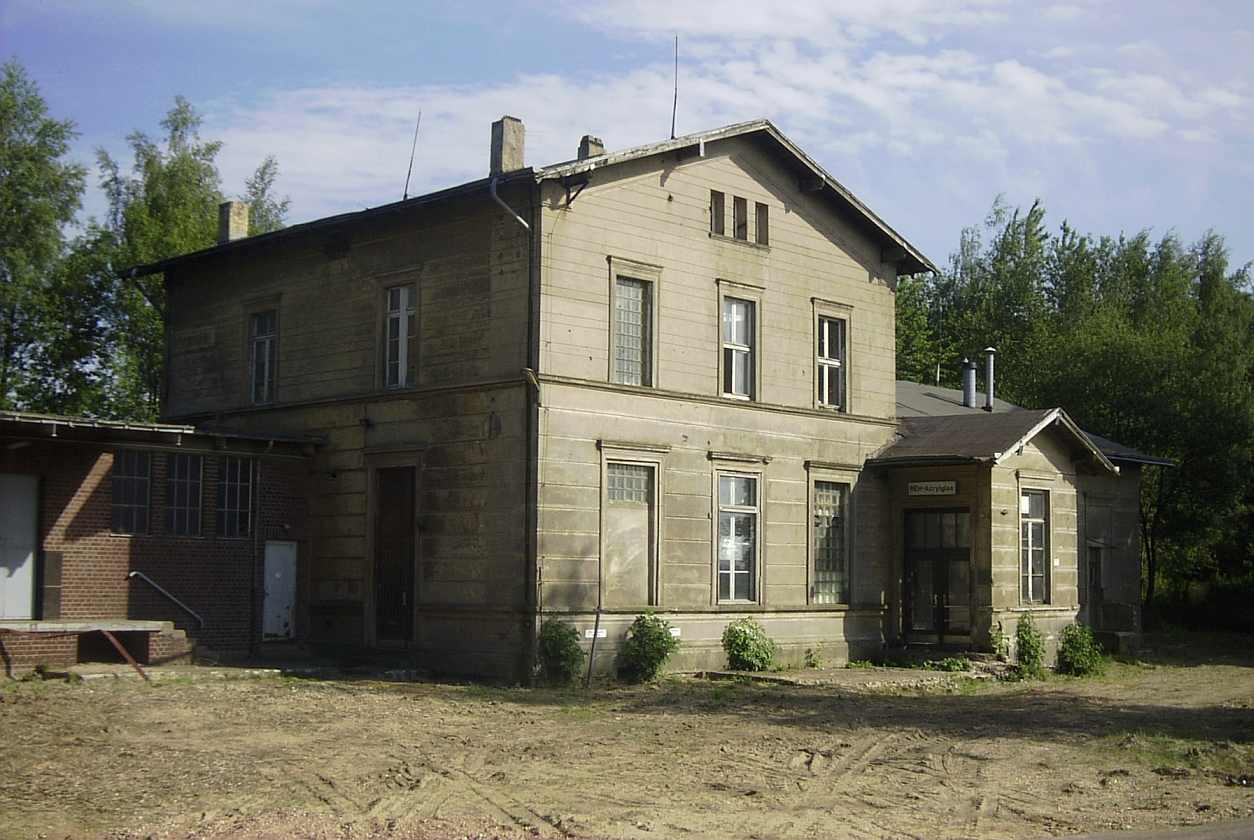
Bahnhof Otzenrath
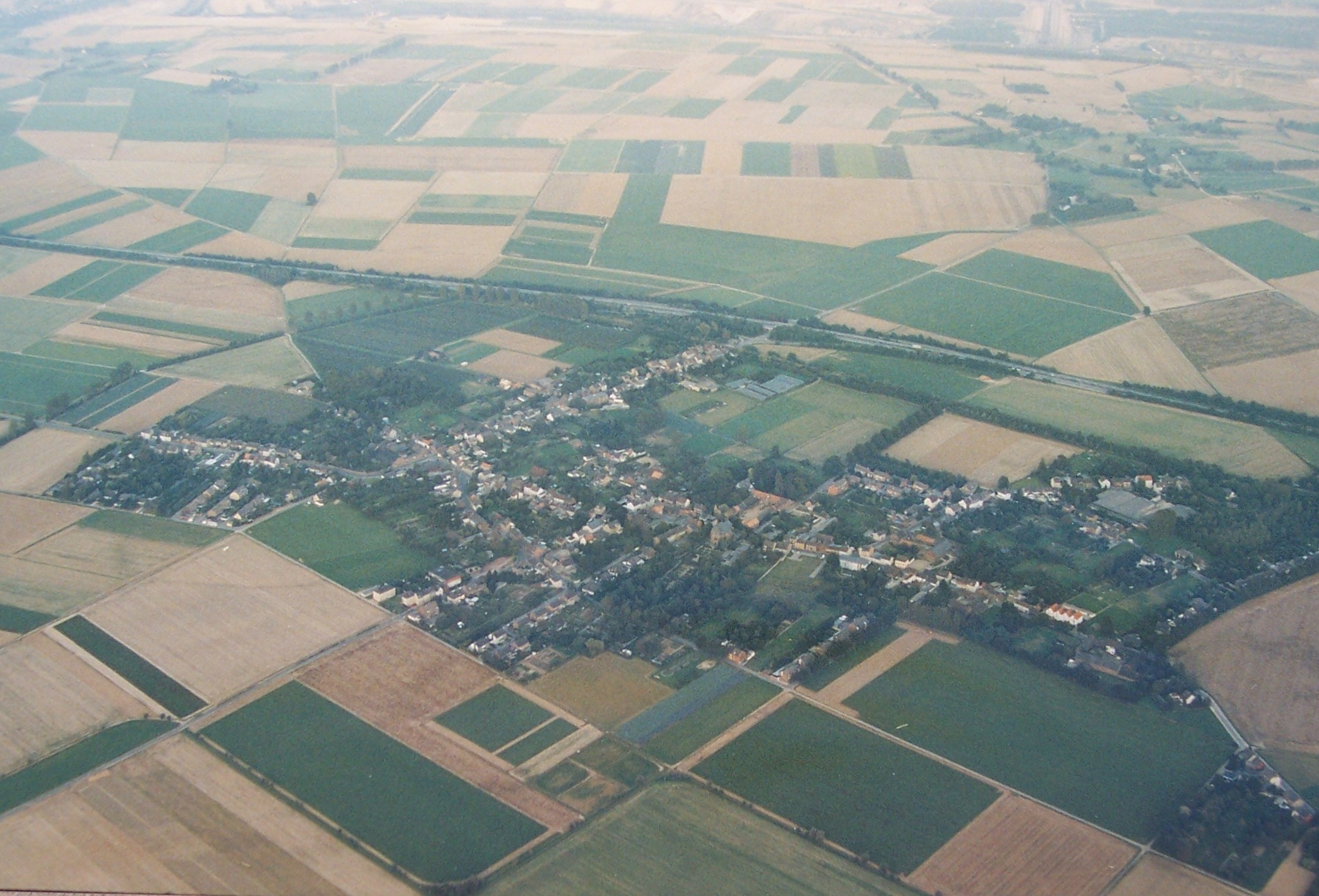
Luftaufnahme 1997

## Filme
- Der nahezu ausgestorbene Ort diente 2004 als „Schaffrath“ als Kulisse für die Tatort-Produktion Schürfwunden des WDR mit Klaus J. Behrendt und Dietmar Bär.
- Unter der Regie von Jens Schanze entstanden zwei den Umsiedlungsprozess begleitende Dokumentarfilme: Otzenrather Sprung (2001)[9] und Otzenrath 3° kälter (2007). Der erste Film erhielt 2002 den Adolf-Grimme-Preis, der zweite den Phoenix-Dokumentarfilmpreis 2009.[10]
- Der Film OTZENRATH, Last Day entstand 2005/2006. Er ist das Abschlussprojekt von Martijn Smits an der Niederländischen Filmakademie in Amsterdam und gewann 2006 den Zuschauerpreis auf dem Dokumentar- und Kurzfilm-Festival im spanischen Bilbao.[11]